# Thanos (Marvel Cinematic Universe)
Thanos je fiktivní postava hraná Joshem Brolinem z filmové série Marvel Cinematic Universe. Postava je založená na stejnojmenné postavě z komiksů Marvel Comics. Thanos je jednou z hlavních postav Infinity Sagy a je jeden z největších protivníků. Ve filmech je Thanos válečník z planety Titan, který se snaží shromáždit šest Kamenů nekonečna a použít je k vymazání polovinu vesmíru. Tím se dostane do konfliktu s Avengers, Strážci galaxie, armádou Wakandy a Asgardu, kteří spojí síly, aby porazili Thanose. 
Postava získala všeobecnou pochvalu od kritiků i fanoušků. Thanos byl popsán jako dosud nejlepší záporák MCU a jeden z největších filmových záporných postav 21. století.

## Fiktivní biografie

### Mládí
Thanos se narodil před 1000 lety na planetě Titan A'Larsovi, mocnému členovi Titánů. Ve své dospělosti si Thanos uvědomil, že růst populace na planetě Titan by nevyhnutelně vedla k jeho úpadku, a navrhl zabít polovinu populace planety, aby ji zachránil. Jeho lidé však jeho řešení odmítli jako čisté šílenství a vyhnali ho. V průběhu času byl Thanos svědkem smrti svého lidu, dokud nebyl jediným přeživším členem rasy Titanů. Podle filmu Eternals je možné že Thanos zabil svůj lid kvůli nebeštanům, kteří se stvoří z planety na které žijí vyspělé bytosti.

### Dobývání vesmíru
Poté, co viděl, co se stalo s Titanem, Thanos dospěl k závěru, že i ostatní planety nakonec utrpí stejný osud, a věřil, že jeho osudem je vymazat polovinu vesmíru, aby přeživší mohli prospívat. Thanos postupně nabral armádu a kontroloval různé mimozemské armády a navazoval spojenectví. Thanos také zřídka přijímal osiřelé děi z planet, které napadl, včetně Mawa, Glaive, Obsidiana, Midnight, Gamory a Nebuly, kteří všichni prošli rozsáhlým výcvikem. Nakonec poté, co zabil polovinu obyvatel na některých planetách, se Thanos dozvěděl o šesti Kamenech nekonečna a schopnostech, které jim mohly poskytnout. Před rokem 2012 našel první Kámen, Kámen mysli, a umístil jej do žezla.
V roce 2012 se the Other setká s Lokim a pošle ho na Zemi, aby získal Kámen prostoru z Teseraktu výměnou za armádu Chitauri, která si podrobí planetu. Po Lokiho porážce a ztrátě Kamene mysli, který dostal Loki na pomoc, řekne the Other Thanosovi o neúspěšném útoku na Zemi.
V roce 2014 Thanos vyhledá Kámen moci a pošle Ronana, Gamoru a Nebulu, aby ho získali. Všichni tři se však nakonec obrátí proti němu: Gamora se připojí ke Strážcům galaxie, Ronan se rozhodne ponechat si Kámen moci pro sebe a Nebula se postaví na stranu Ronana, když slíbí, že zabije Thanose po zničení planety Xandar. Krátce nato se Thanos rozhodne hledat Kameny sám.
V roce 2015 jde Thanos do Nidavelliru a nutí domorodé trpaslíky, aby vytvořili Rukavici nekonečna, která by dokázala udržet všech šest Kamenů.

### Hledání Kamenů nekonečna
V roce 2018 zničí Thanos planetu Xandar a vezme si Kámen moci. Krátce nato zadrží vesmírnou loď, vezoucí Asgarďany po zničení Asgardu a zabije polovinu z nich, přičemž rovněž zneškodní Thora a Heimdalla. Thanos se poté pokusí vyměnit Teserakt od Lokiho výměnou za Thorův život. Poté, co Heimdall zachrání Hulka, Thanos ho zabije. Poté rozbije Teserakt, získá Kámen prostoru a nařídí dětem Thanosovým získat Kámen času a mysli. Poté, co zabije Lokiho, který se neúspěšně pokusil zabít Thanose, zničí loď a teleportuje sebe a děti Thanosovy pryč.
Thanos pak letí na planetu Kdovíkde (anglicky „Knowhere“) a získá Kámen reality. Quill, Drax, Mantis a Gamora dorazí, aby se ho pokusili zastavit, ale Thanos zachytí Gamoru a teleportuje se s ní pryč. Věděl totiž, že se naučila kde se nachází Kámen duše. Thanos a Gamora pak jdou do planetu Vormiru, kde je Red Skull informuje, že ten kdo chce Kámen duše musí objetovat někoho, koho miluje, což Thanose vede k tomu, že shodí Gamoru z útesu a získá tak Kámen duše.
Thanos se vrací na Titan v očekávání, že se setká s Mawem, který má Kámen času, ale přepadne ho Strange, Stark, Parker, Quill, Drax a Mantis. Krátce nato dorazí Nebula a pomáhá bojovat proti Thanosovi, ale těsně předtím, než Stark a Parker odstraní Rukavici nekonečna, si Nebula uvědomí, že Thanos zavraždil Gamoru, což vedlo Quilla k útoku v záchvatu vzteku. To nechtěně zničí jejich plán, protože Thanos se vymaní z jejich moci a přemůže je. Poté, co smrtelně bodne Starka, se chystá ho zabít, ale zastaví ho Strange, který vymění Kámen času za ušetření Starka.
Když se Thanos teleportuje do Wakandy za účelem získání Kamene mysli narazí Thanos na Bannera, Barnese, Wilsona, Rhodese, T'Challu, Romanovovou, Groota a Rogerse, ale přemůže je. Maximovová je schopna ho na chvíli zdržet, když zabíjí Visiona, aby zničila Kámen mysli. Thanos však použije Kámen času k přivedení Visiona zpět, jen aby vytrhl Kámen mysli z jeho hlavy a zabil ho podruhé. Se všemi Kameny nekonečna Thanos přežije zoufalý pokus Thora zabít ho, ale Thanos luskne prsty a vymaže polovinu života ve vesmíru.

### Smrt
Dvacet tři dní po Probliku je Thanos na své Zahradě (anglicky Garden), přepaden Nebulou, Rogersem, Romanovovou, Thorem, Rhodesem, Bannerem, Danversovou a Rocketem, kteří se snaží získat zpět Kameny nekonečna. Podaří se jim ho si podmanit a Thor mu usekne levou paži. Thanos odhalí, že zničil Kameny nekonečna, aby se vyhnul pokušení, a také aby se ujistil, že jeho práce nebude nikdy zrušena, což přimělo Thora, aby mu useknul hlavu.

## Alternativní verze

### Zničení Země
V alternativním roce 2018, poté, co se lidstvo dozvědělo o Thanosově plánovaném útoku na Zemi, se rozhodl Glenn Talbot napustit gravitoniem, čímž získal sílu a byl připraven na boj s Thanosem. Talbotovi, ale toto množství gravitonia nestačilo, a přesvědčený, že pouze on je hoden, začal čerpat více gravitonia z jádra Země, aby zvýšil svou sílu, ale nechtěně tím zničí Zemi a všechny na ní, včetně příchozí Thanose.

### Endgame
Když se Avengers vrátí zpět v čase, aby sesbírali Kameny nekonečna ve snaze zrušit Thanosovu práci, Thanos z roku 2014 zachytí pomocí vysílání Nebuly druhou Nebulu, která se nevědomky spojila se svým minulým já a ze svých vzpomínek se dozví o Thanosově úspěchu při hledání všech Kamenů a eliminaci poloviny života ve vesmíru. Thanos se dozví i plán Avengerů a to cestovat časem a zmařit jeho práci. Poté nechá alternativní Nebulu vydávat se za své budoucí já a cestuje časem do roku 2023, aby mohla pomocí technologie Kvantové říše přivést Thanose a jeho armádu. Thanos v roce 2023 použije rakety ke zničení základny Avengers a poté vede intenzivní souboj se Starkem, Rogersem a Thorem na troskách základny, během kterého prohlašuje, že mise Avengerů vrátit práci svého zesnulého budoucího já je důkazem, že aby byl vesmír skutečně vyvážený, musí být zničeno celé bytí, znovu vybudováno a znovu osídleno životem, který zná jen vděčnost, nikoli ztrátu. Poté, co vyčerpaný Rogers zůstane stát, dorazí obnovení Avengers, Strážci galaxie, Wakanďani, Mistři mystických umění a Ravengers a bojují s Thanosem a jeho armádou. Během bitvy Thanos přemůže Danversovou, Rogerse, Thora a Starka a zmocní se Nano Rukavice, ale než dokáže lusknout prsty, Starkovi se podaří ukrást Kameny a použije je k zničení Thanose a jeho armády.

### Co kdyby…?

#### T'Challa Star-Lordem
V alternativní časové lince, kdy se z T'Chally stal Star-Lord místo Petera Quilla, osloví T'Challa Thanose a přes debatu ho přesvědčí, že jeho záměrům pomoci vesmíru by bylo lépe vyhověno, kdyby se připojil k Ravagers. Tam Thanose přesvědčí, že bude lepší zdvojnásobit množství potravy než vyhladit polovinu bytostí. Thanos se poté pokusí obnovit svůj vztah se svou dcerou Nebulou a podílí se na loupeži, jejímž cílem je ukrást "Embers of Genesis" od Sběratele, který se stal tak silným, jakým byl Thanos v původní časové ose. Thanos se pokusí bránit zbytek Ravagerů při útěku, ale nedaří se mu a tak se k němu připojí Nebula.
Když se T'Challa vrátí do Wakandy, přidá se k němu Thanos a hravě prodiskutuje své původní plány na vymazání poloviny veškerého života ve vesmíru s Okoye, který trvá na tom, že to „prostě zní jako genocida“.

#### Zombie
V alternativním roce 2018, dorazí Thanos na Zemi, ale ještě před dokončením rukavice nekonečna je nakažen kvantovým virem a stane se z něj zombie.

#### Zabit Ultronem
V alternativní časové lince, dorazí Thanos na Zemi, aby získal zbývající Kameny nekonečna, ale je překvapen vylepšeným Ultronem, který ho následně zabije.

#### Zabit Gamorou
V alternativní časové lince, je Thanos zabit svojí adoptivní dcerou Gamorou, která si vezme jeho meč, zbraně a obranu.

## Výskyt

### Filmy
- Avengers (potitulková scéna)
- Strážci Galaxie
- Avengers: Age of Ultron (potitulková scéna)
- Avengers: Infinity War
- Avengers: Endgame

### Seriály
- Co kdyby…?